# Elizabeth Seymour († 1568)

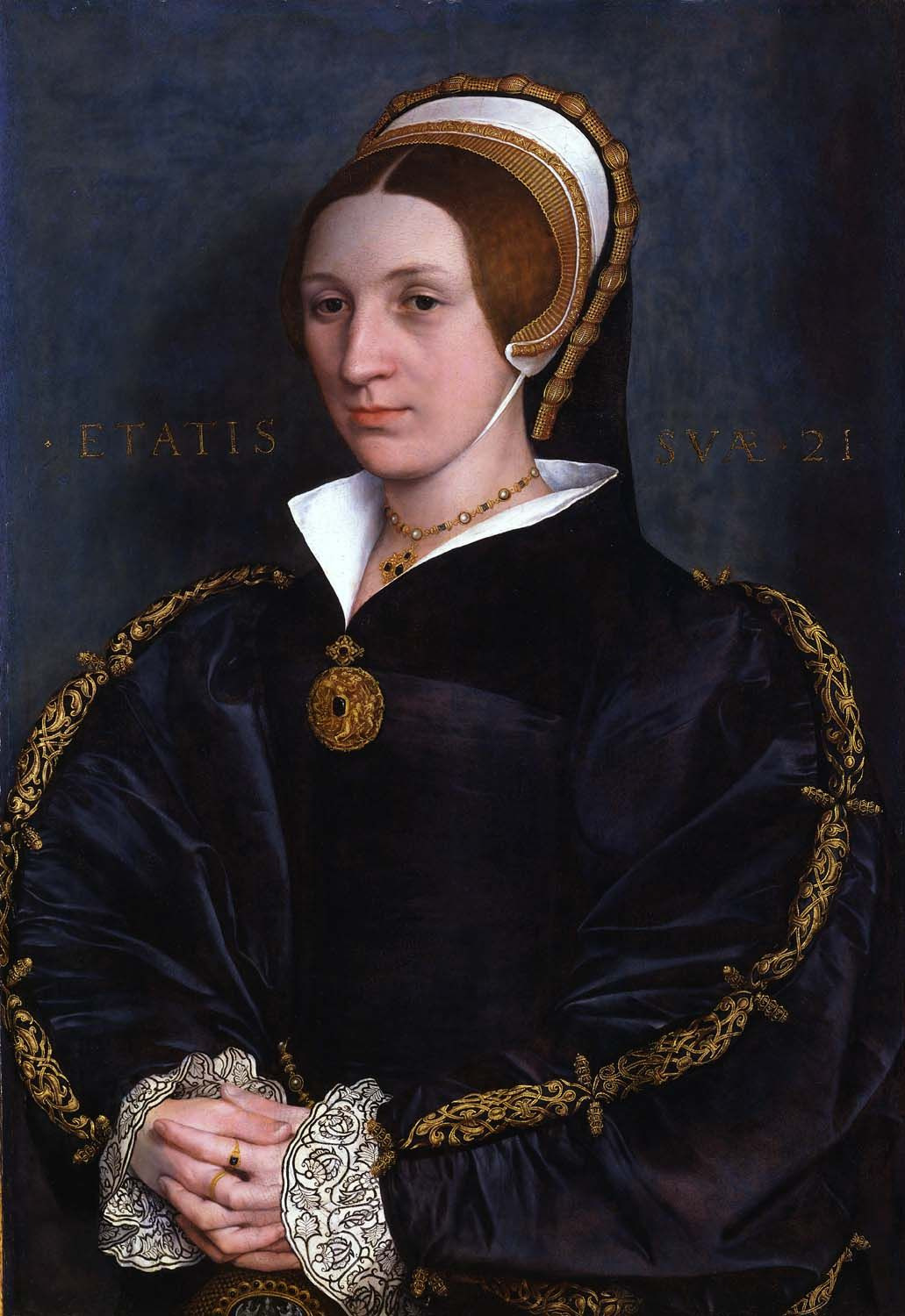
Porträt einer Dame, vermutlich Mitglied der Cromwell Familie, möglicherweise Elizabeth Seymour, um 1535–1540, Hans Holbein der Jüngere

Elizabeth Seymour (* um 1518; † 19. März 1568) war eine englische Adlige und die Schwester der Königin Jane Seymour, der dritten Ehefrau König Heinrichs VIII.

## Leben

### Familie und Kindheit
Elizabeths Eltern waren Sir John Seymour (1474–1536) und Margery Wentworth (um 1478–1550). Sie hatten am 22. Oktober 1494 geheiratet und hatten insgesamt zehn Kinder, von denen sechs das Erwachsenenalter erreichten, drei Söhne: Edward, Henry und Thomas; und drei Töchter: Jane, Elizabeth und Dorothy. Ihre Brüder Edward und Thomas gewannen durch die Heirat ihrer Schwester Jane mit König Heinrich VIII. bei Hof an Einfluss, wurden jedoch letztlich beide während der Herrschaft König Eduards VI. hingerichtet.
Elizabeth Seymour wurde um 1518 geboren, vermutlich auf Wolf Hall in Wiltshire, dem Familiensitz der Seymours. Ihre Briefe an Thomas Cromwell und Heinrich VIII. zeigen, dass sie sowohl intelligent als auch scharfsinnig war. Zudem war sie bei Handarbeiten begabt. So schenkte sie König Heinrich VIII. zum Neujahrsfest 1532 „a fine shirt with a high collar“. Als ihr Schwiegervater Thomas Cromwell und ihr Bruder Edward Seymour in den 1530er und 1540er Jahren an Macht gewannen, spielte sie eine kurze, aber bedeutende Rolle bei Hof. Gemeinsam mit ihrer Schwester Jane diente Elizabeth im Haushalt der zweiten Ehefrau Heinrichs VIII., Anne Boleyn.

### Erste Ehe mit Anthony Ughtred
In erster Ehe heiratete Elizabeth Seymour vor Juli 1530 Sir Anthony Ughtred of Kexby, Yorkshire. Für ihren Ehemann war es die zweite Ehe.
Der Ehe entstammten zwei Kinder:
- Sir Henry Ughtred (* 1533/4;[10] † 1599[11]); verheiratet mit Elizabeth Paulet. Nach dem Tod seiner ersten Frau 1576 heiratete er vermutlich erneut.[12][11]
- Margery Ughtred (* um 1535); verheiratet mit William Hungate of Burnby, Yorkshire.[13]

Im Januar 1531 gewährte Heinrich VIII. dem Paar die Anwesen Lepington und Kexby, die zuvor Kardinal Thomas Wolsey gehört hatten. Da Elizabeth Anne Boleyn diente, gelang es ihr, sich bei dieser für die Interessen ihres Ehemanns einzusetzen. Als Anthony Ughtred im August 1532 zum Gouverneur von Jersey ernannt wurde, geschah dies höchstwahrscheinlich aufgrund des Einflusses Anne Boleyns. Ughtred hatte die Position bis zu seinem Tod inne.
Am 31. Mai 1533, dem Vortag der Krönung Anne Boleyns, gehörte Elizabeth Seymour zu den Damen, die die Königin zu Pferde in einer Prozession vom Tower of London zur Westminster Hall begleiteten.
Sir Anthony Ughtred starb am 6. Oktober 1534 auf Jersey und wurde in der St. Georgskapelle in Mont Orgueil Castle beigesetzt. Elizabeth kehrte daraufhin nach England zurück, um der Königin zu dienen. Ihre Tochter Margery wurde vermutlich im gleichen Jahr in Kexby, Yorkshire, geboren. Ihr einjähriger Sohn Henry blieb in Jersey in der Obhut von Helier de Carteret, Bailiff of Jersey.

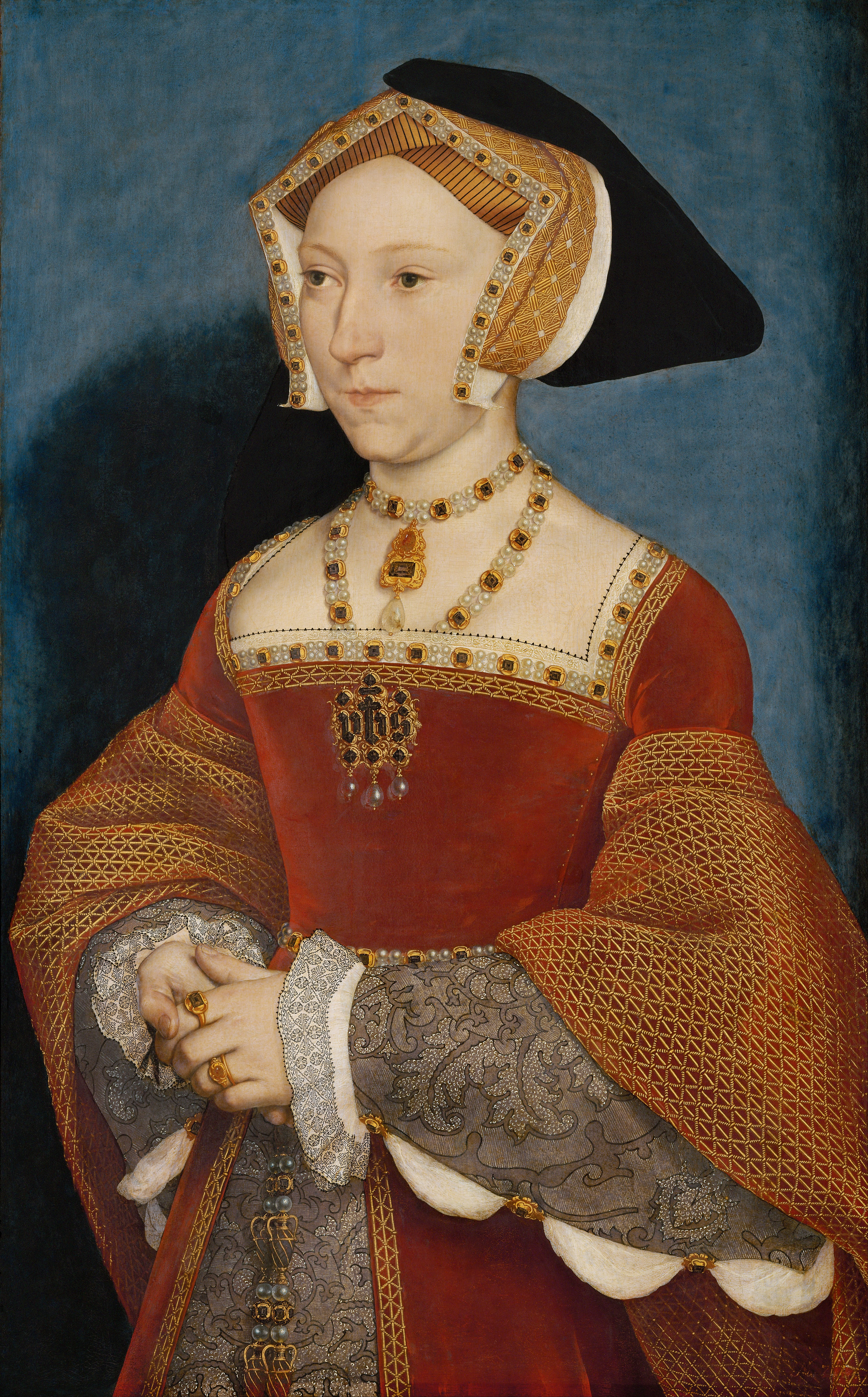
Jane Seymour, Königin von England (Porträt von Hans Holbein dem Jüngeren)

### Schwester der Königin
Ab Anfang 1536 fiel Anne Boleyn bei Heinrich VIII. in Ungnade, nachdem es ihr nicht gelungen war, während ihrer dreijährigen Ehe einen männlichen Erben zur Welt zu bringen. Heinrich wandte sich Elizabeths Schwester Jane Seymour zu, wodurch ihre Familie an Einfluss gewann. Am 30. Mai 1536, elf Tage nach Anne Boleyns Hinrichtung, heiratete Heinrich VIII. Jane Seymour. Edward Seymour wurde der Titel Viscount Beauchamp verliehen und erhielt verschiedene Güter und Ämter, unter anderem wurde er Mitglied des Privy Council.
Als Heinrich VIII. seine erste Ehefrau, Katharina von Aragon, verstoßen und Anne Boleyn heiraten wollte, war Jane Seymour, die Katharina zuvor gedient hatte, dieser und deren Tochter Mary gegenüber loyal geblieben. Elizabeth und ihr erster Ehemann Anthony Ughtred hatten hingegen Anne Boleyn unterstützt und von deren Aufstieg profitiert. Demzufolge erscheint es wenig überraschend, dass Elizabeth nicht Teil des Haushalts ihrer Schwester, der neuen Königin, wurde. Es gibt keine Hinweise darauf, dass Elizabeth direkt vom Status ihrer Schwester profitierte, bevor deren Schwangerschaft 1537 bekannt wurde. Die bevorstehende Geburt eines Thronerben machte Elizabeth jedoch zu einer begehrenswerten Partie auf dem Heiratsmarkt, würde ihr Ehemann durch eine Ehe mit ihr doch Schwager des Königs und Onkel des mutmaßlichen Thronfolgers werden.
Am 18. März 1537 hatte Elizabeth, zu diesem Zeitpunkt eine junge Witwe mit geringen Mitteln, die in York lebte, an Thomas Cromwell geschrieben, der ihr zuvor Hilfe angeboten hatte, sollte sie derer benötigen. In ihrem Brief erläutert Elizabeth, dass sie gehofft hatte, vom König Ländereien eines aufgelösten Klosters erhalten könnte. Cromwell, vermutlich von Edward Seymour ermutigt, schlug eine Heirat Elizabeths mit seinem einzigen Sohn und Erben, Gregory, vor. Bis Juni wurde dieser Vorschlag offenbar angenommen.

### Zweite Ehe mit Gregory Cromwell
Am 3. August 1537 heiratete Elizabeth Seymour Gregory Cromwell in Mortlake. Das Paar hatte fünf Kinder:
- Henry Cromwell, 2. Baron Cromwell (* vor dem 1. März 1538[20]; † 1592), ⚭ Mary Paulet († 1592).[21]
- Edward Cromwell (* 1539);[20] jung verstorben.
- Thomas Cromwell (* um 1540; † zwischen Februar 1610 und April 1611), ⚭ Katherine Gardner († vor dem 1. August 1616).
- Katherine Cromwell (* um 1541), ⚭ Sir John Strode, Unterhausabgeordneter, Gutsherr von Parnham in Dorset.
- Frances Cromwell (* um 1544; † 7. Februar 1562), ⚭ Richard Strode, Gutsherr von Newnham in Devon.

Am 12. November, drei Monate nach ihrer Hochzeit, nahmen Elizabeth und Gregory am Trauerzug der Königin teil. Janes Tod am 24. Oktober nach der Geburt ihres Sohnes Edward war ein schwerer Schlag für die Seymour-Familie und war ein Rückschlag für Edward Seymours Einfluss. Für Thomas Cromwell sollte der Tod der Königin katastrophale Folgen haben.

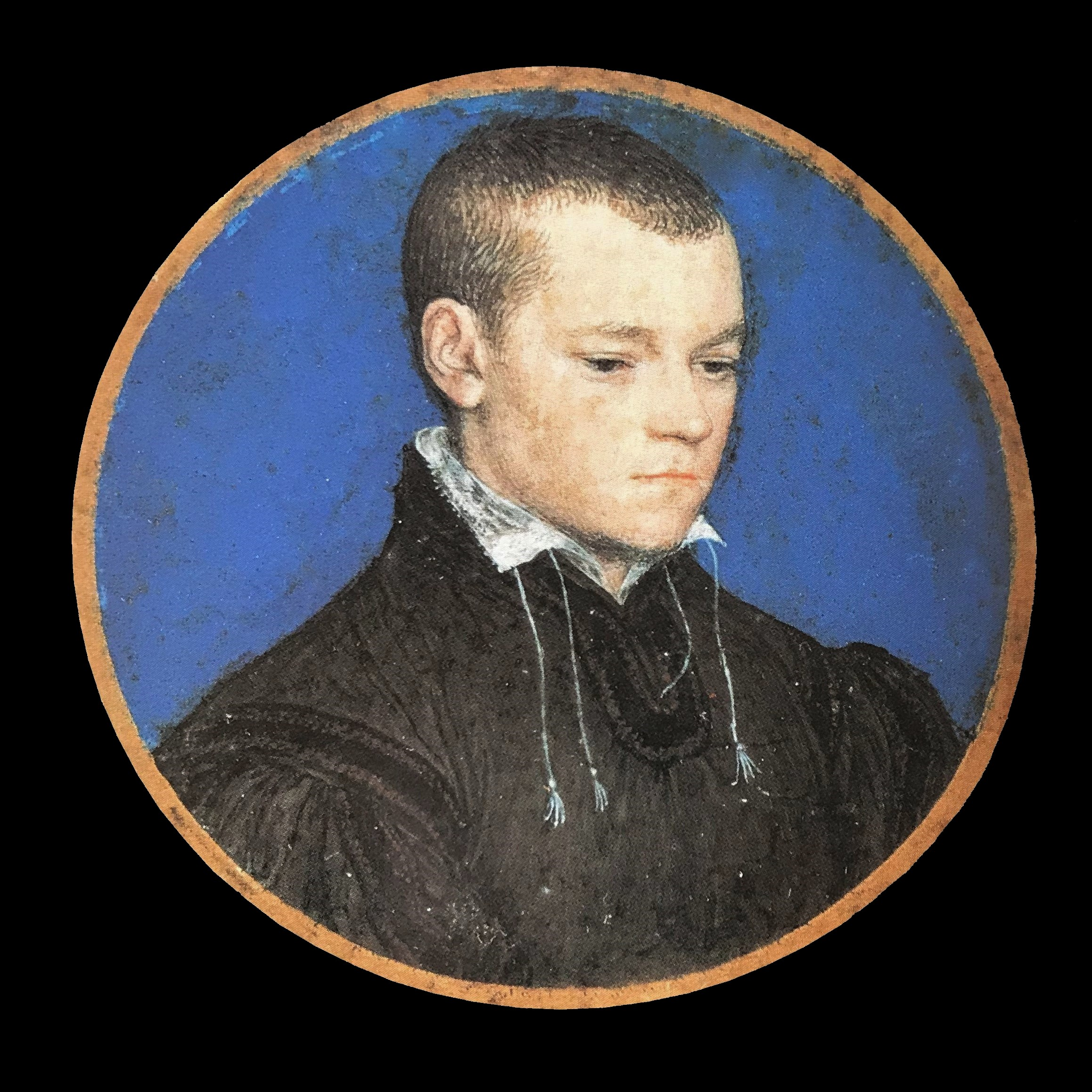
Miniatur, vermutlich Gregory Cromwell, um 1535-1540, Hans Holbein der Jüngere

Das erste Kind Elizabeths mit Gregory, Henry, wurde 1538 geboren, kurz vor ihrer Ankunft in Lewes Priory in Sussex, welche von Thomas Cromwell erworben worden war und wo sie bis Anfang 1539 lebten. Ein zweiter Sohn, Edward, folgte 1539 und wurde vermutlich in Leeds Castle in Kent geboren.
Gregory Cromwell scheint seiner Frau und seinen Kindern treu ergeben gewesen zu sein. Im Dezember 1539, als er in Calais darauf wartete, die neue Braut Heinrichs VIII., Anna von Kleve, zu empfangen, schrieb er an seine Frau in Leeds Castle, adressierte sie als seine „liebevolle Bettgenossin“, beschrieb die Ankunft von Anne von Kleve und bat um Nachrichten „sowohl von dir als auch von meinen kleinen Jungen, von deren Wachstum und Wohlwollen ich, wie du mir versichern kannst, nicht wenig begierig bin, informiert zu werden.“
Im Januar 1540 wurde Elizabeth in den Haushalt der neuen Königin, Anna von Kleve, berufen.
Am 17. April wurde Thomas Cromwell zum Earl of Essex ernannt, woraufhin sein Sohn Gregory den Ehrentitel Lord Cromwell annahm. Im Mai war Elizabeth unter den Zuschauern eines Tjosts im Palace of Westminster, an dem ihr Mann teilnahm und speiste anschließend mit der Königin und deren Hofdamen. Anna von Kleve sollte jedoch nicht lang Königin bleiben, da Heinrich VIII. eine Scheidung forderte und Cromwell für die fehlgeschlagene Ehe verantwortlich machte.
Am Nachmittag des 10. Juni 1540 wurde Thomas Cromwell festgenommen. Ihm wurden Hochverrat und Häresie vorgeworfen, er wurde in den Tower gebracht und seine Besitztümer eingezogen. Er wurde ohne Prozess verurteilt, das Urteil wurde später durch einen Act of Attainder bestätigt. Es ist unklar, wo sich Gregory und Elizabeth zu diesem Zeitpunkt aufhielten. Aus dem Tower sandte Thomas Cromwell einen Brief an den König, in dem er seine Unschuld beteuerte und den König anflehte, sich seinem Sohn und dem Rest seiner Familie gegenüber gnädig zu zeigen. Auch Elizabeth sandte einen Brief an Heinrich VIII., in dem sie ihn ihrer Loyalität und der ihres Ehemanns versicherte. Thomas Cromwell wurde am 28. Juli 1540 am Tower Hill enthauptet, am gleichen Tag heiratete der König Catherine Howard. Cromwell wurde in einem nicht gekennzeichneten Grab in der Kapelle St. Peter ad Vincula im Tower beigesetzt. Es ist nicht überliefert, ob Gregory und seine Familie bei der Hinrichtung oder der Beisetzung vor Ort waren.
Gregory und Elizabeth waren von den Vorwürfen zwar nicht betroffen, dennoch würde es fast sechs Monate dauern, bis ihre ausweglose Situation gelöst wurde. Sie waren von Thomas Cromwell abhängig gewesen, hatten kein Zuhause und kaum eigenes Einkommen und mussten sich auf die Großzügigkeit von Familie und Freunden verlassen. Der König zeigte sich großzügig und nahm Elizabeth in den Haushalt der Königin Catherine Howard als eine ihrer Hofdamen auf. Am 18. Dezember 1540, weniger als fünf Monate nach der Hinrichtung seines Vaters, wurde Gregory Cromwell als Baron Cromwell zum Peer erhoben. Der Titel war neu geschaffen worden, keine Wiederherstellung der verwirkten Baronie seines Vaters. Im darauffolgenden Februar wurden ihm vom König einige Ländereien gewährt, die seinem Vater gehört hatten. Bei der Krönung König Eduards VI. am 20. Februar 1547 wurden Elizabeths Ehemann und ihr Bruder Henry in den Order of the Bath aufgenommen. 1549 wurde ihr Bruder Thomas wegen Hochverrat hingerichtet.
Gregory Cromwell starb am 4. Juli 1551 in Launde Abbey am Englischen Schweiß und wurde drei Tage später in der Kapelle in Launde beigesetzt.
Elizabeths älterer Bruder Edward Seymour, 1. Duke of Somerset, der sie Zeit seines Lebens unterstützt hatte, wurde am 22. Januar 1552 hingerichtet, seine Ehefrau Anne blieb im Tower festgesetzt. Im Mai wurden seine vier Töchter in Elizabeths Obhut gegeben. Sie erhielt 100 Mark für die Versorgung und Ausbildung für jede ihrer Nichten pro Jahr, sowie die Pacht für Launde Abbey, das Haus ihres minderjährigen Sohnes. Bereits im Oktober belastete die Situation Elizabeth jedoch schwer. In einem Brief vom 25. Oktober 1552 schrieb sie an ihren Freund William Cecil, er möge sie von ihren lästigen Nichten befreien, die ihre Ratschläge nicht annahmen. Die Familie ihres Ehemanns war tot, ihre eigenen Verwandten lebten nicht in der Nähe und sie konnte sich nicht mehr auf die Unterstützung ihres Ehemanns oder ihres Bruders Edward verlassen. Ihre Bitten wurden jedoch abgelehnt und ihre Nichten blieben bei ihr, bis deren Mutter Anne von Maria I. im August 1553 aus dem Tower befreit wurde.

### Dritte Ehe mit John Paulet
Zwischen dem 10. März und dem 24. April 1554 heiratete Elizabeth in dritter Ehe Sir John Paulet, der im Oktober desselben Jahres durch Writ of Acceleration den Titel 2. Baron St. John erhielt. Die Ehe blieb kinderlos. Elizabeths zwei älteste Söhne heirateten die Töchter Paulets aus dessen erster Ehe: Henry Ughtred heiratete die verwitwete Elizabeth, Henry Cromwell heiratete Mary. Über Elizabeths späteres Leben ist wenig bekannt, aber sie und ihr Ehemann tauchen in den Aufzeichnungen von Zeit zu Zeit in Angelegenheiten auf, die sich auf die Minderjährigkeit ihres Sohnes Henry Cromwell und auf Klagen über die Fortführung königlicher Zuschüsse zu Beginn jeder neuen Herrschaft beziehen.
Elizabeth Seymour starb am 19. März 1568 und wurde am 5. April in St. Mary’s Church in Basing, Hampshire, beigesetzt. John Paulet heiratete am 30. September gleichen Jahres Winifred, Witwe von Sir Richard Sackville. 1572 folgte er seinem Vater als 2. Marquess of Winchester nach.

## Porträt
1909 identifizierte der britische Kunsthistoriker Lionel Cust, damaliger Direktor der National Portrait Gallery in London, ein Porträt Hans Holbeins, das für Jahrhunderte der Cromwell Familie gehört hatte, als ein Bildnis Catherine Howards. Die Inschrift ETATIS SVÆ 21 lässt darauf schließen, dass das Modell im Alter von 21 Jahren porträtiert wurde. Für lange Zeit wurde das Gemälde als Porträt Catherine Howards betrachtet, heutzutage wird jedoch vermutet, dass es ein Mitglied der Cromwell Familie zeigt.

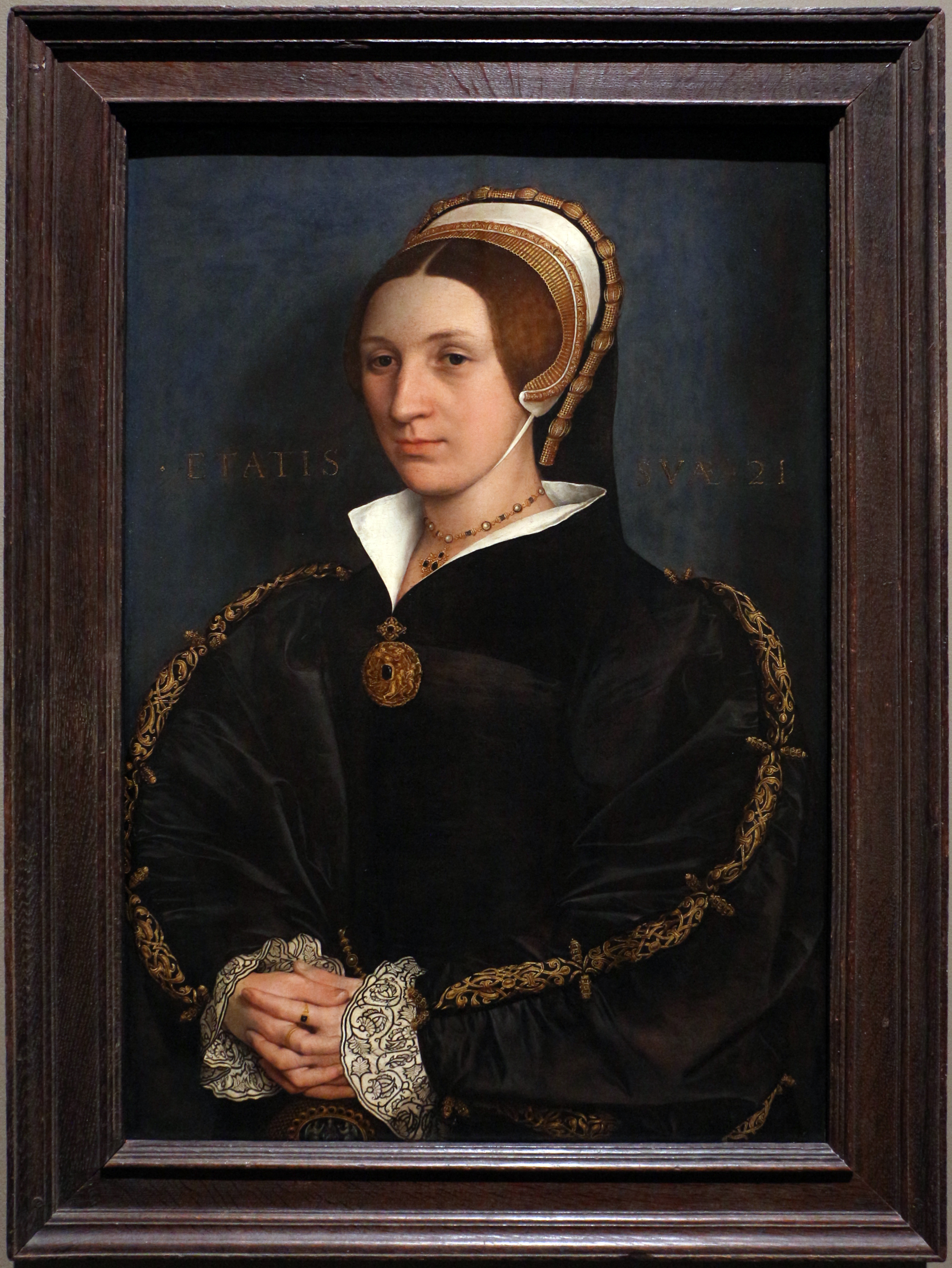
Porträt einer Dame, vermutlich ein Mitglied der Cromwell Familie, um 1535-1540 (Toledo Museum of Art)

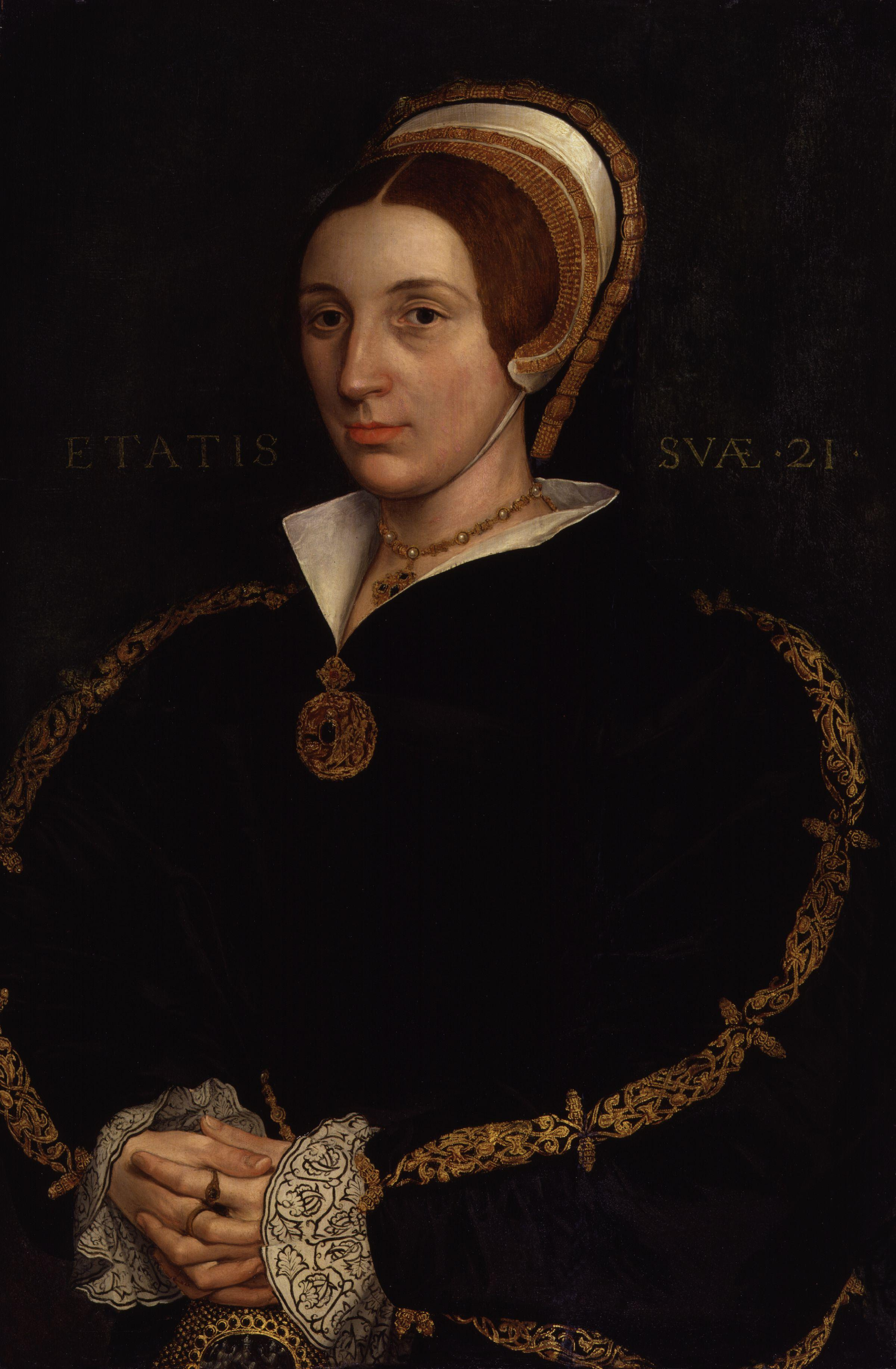
Unbekannte Frau, früher als Catherine Howard identifiziert, Ende 17. Jahrhundert nach Hans Holbein dem Jüngeren (National Portrait Gallery)

Der Kunsthistoriker Sir Roy Strong stellte in Anlehnung an Charles Kingsley Adams fest, dass sowohl das Porträt in Toledo als auch die Version in der National Portrait Gallery im Kontext einer Reihe von Porträts von Mitgliedern der Familie des Onkels des Lord Protectors, Oliver Cromwell, Sir Oliver Cromwell (um 1562–1655), erscheinen und Provenienzen aufweisen, die sie mit der Familie Cromwell in Verbindung bringen. Er argumentierte, dass das Porträt im Toledo Museum of Art „von Rechts wegen eine Dame der Familie Cromwell im Alter von 21 Jahren um 1535 darstellen sollte“ und schlug vor, dass es sich bei der Dame um Elizabeth Seymour handeln könnte. Er stellte fest, dass eine „datierte Parallele für die Kleidung, insbesondere den markanten Schnitt der Ärmel, Holbeins Porträt Christinas von Dänemark von 1538 ist.“ John Rowlands stimmte zu, dass „das Porträt sicherlich in die Zeit um 1535-40 gehören könnte, aber der Kopfschmuck deutet auf ein Datum gegen Ende dieser Zeit hin.“ Herbert Norris behauptete, dass die Dargestellte einen Ärmel trägt, der einem von Anna von Kleve vorgegebenen Stil folgt, was das Porträt auf die Zeit nach dem 6. Januar 1540 datieren würde, als Annas Heirat mit Heinrich VIII. stattfand.
Es wurde vermutet, dass die sechs Fleurs-de-lis auf dem linken Ärmel der Dame im Holbein-Porträt die Seymour-Heraldik widerspiegeln.
Die Historiker Antonia Fraser, Diarmaid MacCulloch und Derek Wilson sind der Meinung, dass das Porträt Elizabeth Seymour darstellt. Antonia Fraser argumentiert, dass es sich bei der Dargestellten um Jane Seymours Schwester Elizabeth, die Witwe von Sir Anthony Ughtred (gest. 1534) handelt, mit der Begründung, dass die Dame eine gewisse Ähnlichkeit mit Jane aufweist, insbesondere im Bereich der Nase und des Kinns, und dass sie das Schwarz einer Witwe trägt. Die prächtige schwarze Kleidung der Dame, ein Zeichen für Reichtum und Status, bedeutete jedoch nicht unbedingt Trauer; ihr Schmuck widerspricht diesem. Derek Wilson stellte fest, dass es Cromwell im August 1537 gelang, seinen Sohn Gregory mit Elizabeth Seymour, der jüngeren Schwester der Königin, zu verheiraten. Er war also durch Heirat mit dem König verwandt, „ein Ereignis, das es wert ist, für die Nachwelt durch ein Porträt seiner Schwiegertochter festgehalten zu werden.“ Laut Hans Holbeins jüngster Biografin Franny Moyle „war eines der eindrucksvollsten Frauenporträts, die Holbein je geliefert hat, das von Cromwells Schwiegertochter, die wahrscheinlich 1539 gemalt wurde, als sie einundzwanzig Jahre alt wurde.“

## Trivia
Über ihren Sohn Henry Cromwell ist Elizabeth Seymour eine Vorfahrin von Königin Camilla, der Ehefrau König Charles III.